# Joachim Baltes
Joachim Baltes (* 1955) ist ein deutscher Jurist sowie ehemaliger Hochschullehrer und Bremer Staatsrat. 

## Biografie
Joachim Baltes studierte Rechtswissenschaften an der Universität Bochum und der Universität Würzburg. Nach dem 1. und 2. Staatsexamen promovierte er in Würzburg zum Dr. iur. utr. (Doktor beider Rechte). Anschließend war er in einem großen Wirtschaftsverband in Essen tätig. Danach wurde er von 1980 bis 1991 zum Professor für Staats- und Verwaltungsrecht, insbesondere für Sozialrecht, an die Katholische Hochschule Nordrhein-Westfalen in Aachen berufen. Die damals größte nicht-staatliche Fachhochschule leitete er fast 12 Jahre als Rektor. 
1991 wechselte Baltes als Abteilungsleiter und Ministerialdirigent in das Bauministerium in Sachsen-Anhalt. Von 1995 bis 1997 wurde er zum Bremer Staatsrat für Bau-, Verkehr- und Stadtentwicklung in Bremen als Vertreter von Senator Bernt Schulte (CDU) ernannt; ihm folgte Ulla Luther (CDU) in diesem Amt. Anschließend war er bis zu seiner Pensionierung (2010) Vizepräsident des Rechnungshofs der Freien Hansestadt Bremen mit den Prüfungsgebieten Arbeit, Soziales und Gesundheit.  
Baltes war lange Zeit in der ehrenamtlichen Arbeit für behinderte Menschen engagiert, u. a. als Schatzmeister der Bundesarbeitsgemeinschaft Selbsthilfe in Düsseldorf. Er ist seit 2012 Mitglied des Wissenschaftlichen Beirates der Stiftung Männergesundheit und unterstützt die Arbeitsgruppe Prävention und Arbeitsmedizin aus der Sicht der Selbsthilfe.

## Schriften (Auswahl)
- Das Abzahlungsgesetz in seinem sachlichen Anwendungsbereich als Verbraucherschutzgesetz, Lang, Frankfurt/M. [u. a.] 1985